# Sábado Gigante
"Sábado Gigante (conosciuto anche come Sábado Gigante Internacional) è stato un programma televisivo in lingua spagnola trasmesso da Univision negli Stati Uniti. È stato non solo il programma più longevo di Univision, ma anche la serie di varietà televisiva più longeva della storia. Sábado Gigante era caratterizzato da un mix eclettico di segmenti vari, storie di interesse umano e intrattenimento dal vivo. Originariamente condotto da Mario Kreutzberger, noto con lo pseudonimo di Don Francisco, il programma vide poi avvicendarsi alla conduzione Pedro de Pool e Rolando Barral nel 1986, e successivamente Javier Romero nel 1991.
Il programma, della durata di tre ore, veniva trasmesso in prima serata ogni sabato su Univision. Ogni puntata era prodotta settimanalmente, senza repliche, e veniva sospesa solo occasionalmente per programmi speciali, in particolare per la trasmissione di Teletón Messico e Telethon USA, eventi di beneficenza della durata di ventiquattro ore che si svolgono annualmente a dicembre. Il 17 aprile 2015, Univision annunciò la conclusione di Sábado Gigante per il 19 settembre 2015, dopo 53 anni di programmazione, con un episodio finale intitolato Sábado Gigante: Hasta Siempre (in inglese: Giant Saturday: Forever o Gigantic Saturday: Forever). L'ultimo episodio, per la prima volta nella storia del programma, fu trasmesso in diretta in Cile, Messico e Stati Uniti. In seguito, Univision lo sostituì con uno spettacolo messicano preregistrato, Sabadazo, che aveva debuttato il 30 ottobre 2010 su Televisa e a settembre 2012 su Univision. In seguito fu sostituito con Crónicas de Sábado e Sal y Pimienta su Univision, mentre Sabadazo fu spostato alla fascia pomeridiana."

## Storia della trasmissione
Kreutzberger diede inizio al programma settimanale l'8 agosto 1962, che andò in onda su Canal 13 in Cile come programma domenicale. L'idea gli venne ispirandosi ai programmi televisivi che aveva visto negli Stati Uniti e in Argentina, ma, come spiegò, «la mia idea era di mescolare tutti i programmi che ho visto in un unico programma».
Successivamente, le trasmissioni del programma furono spostate al sabato e, nel 1963, fu ribattezzato "Sábados Gigantes". Il programma conquistò rapidamente un pubblico fedele in Cile, e in seguito in America Latina. In Cile, negli anni '70 e '80, lo spettacolo raggiunse picchi di ascolto dell'80%. In questo periodo, alcuni episodi arrivarono a durare fino a otto ore.
Nei primi anni, la serie veniva trasmessa in diretta, ad eccezione di brevi segmenti preregistrati. Tra questi, particolarmente noto era il diario di viaggio, in cui Kreutzberger visitava diverse località in tutto il mondo.
Il 12 aprile 1986 Kreutzberger e il programma si trasferirono a Miami, in Florida, dove iniziò ad essere prodotto da Univision (precedentemente Spanish International Network, o SIN). In quel periodo, il titolo dello spettacolo fu modificato in "Sábado Gigante", nonostante alcuni fan cileni di vecchia data continuino a riferirsi ad esso con il titolo plurale. Il 18 giugno 2005 la serie celebrò il suo millesimo episodio su Univision e il 20 maggio 2006 il suo ventesimo anniversario sulla rete. Il 27 ottobre 2012, Sábado Gigante celebrò il suo 50º anniversario (considerando sia il periodo di trasmissione in Cile che negli Stati Uniti).
Per diversi anni, vennero registrate settimanalmente due edizioni distinte del programma, utilizzando scenografie identiche:
- Una edizione a Miami, in Florida, destinata alla trasmissione nella maggior parte dei paesi dell'America Latina, nonché alle stazioni in lingua spagnola negli Stati Uniti, in Canada e in Europa.
- Una edizione a Santiago del Cile, per la diffusione in Cile, paese d'origine di Kreutzberger.

Nel 2000, in occasione delle celebrazioni del Giorno dell'Indipendenza messicana, lo spettacolo fu trasmesso in diretta da Los Angeles, in California. Nel giugno 2010, l'ultima ora del programma fu nuovamente trasmessa in diretta dallo StubHub Center di Carson, per celebrare l'inizio della Coppa del Mondo FIFA 2010.
Nel 2010, in seguito al terremoto di Haiti, il programma trasmise uno speciale telethon di tre ore a sostegno della American Red Cross.

## Segmenti regolari

### El Chacal de la Trompeta (aka "La Gran Oportunidad")
Uno dei segmenti più caratteristici del programma era quello in cui sei concorrenti avevano l'opportunità di esibirsi cantando una canzone. I concorrenti giudicati negativamente venivano eliminati a metà esibizione da "El Chacal", un personaggio misterioso che, soffiando in una vecchia tromba, interrompeva le performance (in modo simile al programma The Gong Show). A differenza di The Gong Show, El Chacal non doveva attendere un momento specifico per decretare l'eliminazione, e in molte occasioni i concorrenti venivano interrotti quasi immediatamente dopo aver iniziato a cantare. Don Francisco interveniva quindi sul palco, indossando cappelli e parrucche buffe per intimidire il concorrente. In alcune occasioni, il concorrente eliminato veniva simbolicamente "dato in pasto" a un leone nella sua "caverna", con Don Francisco che pronunciava la frase «A los leones» (in aggiunta al consueto «y... fuera!»). Il personaggio del "leone" fu in seguito eliminato e "sostituito" con una bambola di Alex the Lion. Gli artisti "sopravvissuti" venivano votati dal pubblico tramite applausi; chi riceveva il maggior numero di applausi vinceva un premio o una somma di denaro (in questo caso, 1.000 dollari). L'esecutore aveva anche la possibilità di vincere ulteriori 1.000 dollari acquistando "La Córona", ottenendo così la pre-qualificazione per il concorso "Reyes del Chacal", che si teneva ogni due o quattro anni (sebbene questa competizione non si svolga più dal 2010). Dal 1986 al 1993, tutti gli artisti che superavano il turno ricevevano inoltre una confezione da sei Coca-Cola.
Capitava spesso che, quando Don Francisco cantava durante questo segmento, El Chacal suonasse la tromba a metà canzone, insultando in modo scherzoso il conduttore, il quale reagiva prendendo a calci El Chacal. Don Francisco prendeva a calci il personaggio anche in caso di giudizi telefonici ritenuti errati
Il nome "El Chacal" si traduce approssimativamente con "Sciacallo" e le sue buffonate richiamano in effetti quelle di tale animale, simili a quelle di una iena che ride. Tuttavia, si cela un significato in parte più oscuro (o umorismo macabro) dietro al personaggio e al suo aspetto. In realtà, presenta maggiori somiglianze con un "boia" o un "incappucciato", figure che eseguivano le condanne a morte sulla forca o con la ghigliottina indossando una maschera simile. In questo contesto, "uccide" simbolicamente gli artisti che si esibiscono suonando la tromba, anziché brandire un'ascia o azionare una ghigliottina.
Nel novembre 2013, Leonardo Núñez Guerrero, l'uomo che ha interpretato El Chacal per oltre 20 anni, fu licenziato dallo spettacolo da Don Francisco..

### Miss Colita
Una parodia dei concorsi di bellezza, in cui sei donne si sfidano in costume da bagno o altri abiti succinti per il titolo di "Miss Colita". Il format è simile al concorso brasiliano "Miss Bumbum". La competizione si svolge solitamente il sabato precedente le edizioni di Miss Venezuela, Miss USA e Miss Universe, sebbene spesso si tengano edizioni speciali o varianti del segmento anche ogni due o quattro settimane. Una versione a tema Natale, Miss Santita, viene proposta il sabato precedente il Natale. Un'altra variante, "Miss Colita Petite", vede protagoniste prevalentemente donne di statura più minuta. Dal 2003 al 2005, fu affiancato da un concorso analogo, "Miss Curvilinea", che si concentrava maggiormente sulla corporatura e sulla forma fisica. La competizione finale di "Miss Colita" si tenne il 22 agosto 2015, la stessa sera del concorso Miss Teen USA 2015.
Il segmento è anche noto per la canzone Mueve la colita, da cui nacque l'idea del concorso, divenendo un "inno" non ufficiale di "Sábado Gigante". Don Francisco dichiarò che la popolarità della canzone (e del relativo ballo) salvò il programma da una prematura cancellazione nel 1986, informazione rivelata pubblicamente solo nel 2012, durante le celebrazioni per il 50º anniversario dello show.
Questo segmento è stato oggetto di critiche da parte di numerose ex partecipanti a Miss Universo (tra cui Alicia Machado, Justine Pasek, Mónica Spear e Taliana Vargas), a causa dell'enfasi principale del concorso sull'aspetto del posteriore. Ciò portò alla creazione di "Miss Curvilinea", tra altri concorsi simili

### Miss Chiquitita
Questa competizione vedeva protagoniste bambine (solitamente in età infantile) che si sfidavano per il titolo di "Miss Chiquitita". Il concorso si svolse tra il 1994 e il 1996, con una durata di due mesi, e fu riproposto nel luglio 2012 dopo un'interruzione di 16 anni. La struttura era analoga a quella di Miss America, ad eccezione dell'assenza delle sezioni in costume da bagno e abito da sera.

### Intrattenimento dal vivo
In ogni ora del programma, artisti e gruppi musicali (prevalentemente provenienti dall'America Latina) si esibiscono dal vivo di fronte al pubblico. Numerosi artisti e gruppi famosi non di lingua spagnola si sono esibiti a Sábado Gigante, tra cui Pitbull, No Mercy, i5, Dream, Tony Bennett e Psy.
Oltre ai talenti musicali, anche altri artisti, come maghi, detentori di record mondiali e simili, presentano le loro abilità durante il programma."

### El Detector De Mentiras
"Quando un individuo veniva accusato di infedeltà, Don Francisco lo sottoponeva al test della macchina della verità, condotto dall'ufficiale di polizia in pensione (e poligrafo autorizzato) Joe Harper. Pur trattandosi di un segmento dal tono serio, vi era una nota umoristica data dal fatto che Harper spesso pronunciava in modo errato le parole nelle domande, non parlando correntemente lo spagnolo, venendo perciò criticato (e corretto) da Don Francisco.
In un'occasione, il tema di questo segmento non fu l'infedeltà, bensì la presunta esperienza di una donna che affermava di aver avuto un incontro ravvicinato con esseri extraterrestri a Battle Ground, Washington.

### Póngale Ritmo
Questo segmento consisteva in una competizione di ballo. Nella fase iniziale, i partecipanti si esibivano in una danza freestyle di fronte a una giuria. Solo tre concorrenti venivano selezionati per le fasi finali del concorso.

### La Cuatro
In vari momenti del programma, Don Francisco veniva interrotto (e talvolta infastidito) da "La Cuatro" (interpretata dalla cantante e attrice cilena Gloria Benavides). Pur mostrando un interesse semi-romantico nei confronti di Don Francisco, lo tormentava spesso, anche con scherzi di cattivo gusto e disturbando il pubblico. Quando La Cuatro prendeva di mira varie celebrità con le sue burle, Don Francisco la ammoniva (ripetutamente) di non scherzare con loro."

### Segmenti commedia
Numerosi segmenti comici hanno caratterizzato la programmazione dello spettacolo. Questi segmenti contribuirono in modo significativo a lanciare la carriera della modella, soubrette e attrice argentina Nanci Guerrero, che partecipò alla maggior parte di questi sketch. Tra i più noti si annoverano:
- La familia Fernández: uno sketch incentrato su una famiglia messicana disfunzionale. Due personaggi dello sketch, Julio (interpretato da Carlos Yustis) e Maximo (interpretato da Gustavo Pastorini), comparvero in seguito in numerosi altri sketch del programma.
- La oficina de Producción: uno degli sketch più celebri di Sábado Gigante, ambientato in un ufficio di produzione e incentrato su dirigenti televisivi – La Cuatro (interpretata da Gloria Benavides), Karina, Anabel (interpretata da Nanci Guerrero), Douglas, Osvaldo Zapata, Ricky e ñañito (interpretato da Armando Roblan). Don Francisco introduceva lo sketch chiamando uno dei personaggi, mentre ogni episodio si concludeva in modo sfortunato.
- Hospital Gigante: uno sketch analogo ambientato in un ospedale. Questo sketch si distinse per i suoi temi allusivi e audaci; ad esempio, La Doctora Cosabella (interpretata da Guerrero) appariva spesso in lingerie (ogni volta che qualcuno nell'ospedale gridava "Mequetrefe"). Rómulo (interpretato da Miguel González), un paramedico, nutriva un interesse romantico per Cosabella. La Cuatro interpretava un altro medico. González e Guerrero ripresero i loro ruoli nel 2006, tentando di portare Don Francisco nel loro ospedale.
- Hotel Gigante: uno sketch ambientato in un hotel, simile nel formato a "Hospital Gigante", sebbene con personaggi differenti.
- Condominio Gigante: uno sketch ambientato in un condominio.
- Nave Espacial: uno sketch parodia di vari film di fantascienza, principalmente Star Trek. L'ambientazione era una stazione spaziale."
- Cuatro Para Las Cuatro Con La Cuatro: una parodia di telenovela che narra le vicende di La Cuatro nel ruolo di cameriera in un appartamento (in seguito, in una villa). Tra i personaggi fissi figuravano Doña Concha (interpretata da Adonis Losada) e Doña Eufrocina (interpretata da Norma Zuñiga), Marcelo Jose (interpretato da Carlos Farach), i residenti della struttura, e un uomo d'affari americano di nome Donald (soprannominato "Nice to Meet You", interpretato da Aaron Hill). Successivamente, furono realizzati due "sequel": "La Posada" e "Don Medical Center", quest'ultimo una rivisitazione di "Hospital Gigante". Hill riprese in seguito il ruolo del personaggio "Nice to Meet You" dal 2013 fino alla cancellazione del programma nel 2015, partecipando ai segmenti di La Cuatro con Don Francisco.
- La cosa está dura: uno sketch incentrato sulle difficoltà degli immigrati messicani nell'adattarsi alla vita tipicamente americana.
- El hospital de la risa: Un ulteriore sketch ambientato in un contesto ospedaliero."

### Concorsi relativi agli animali
Sono stati proposti concorsi che coinvolgevano animali, solitamente animali domestici. Uno di questi, "La gracias de mi mascota", presentava animali domestici intenti a esibire varie abilità. Un'altra variante, "Igualito a mí mascota", metteva in risalto la somiglianza tra animali domestici e proprietari. Ron Magill, dello Zoo di Miami-Dade, partecipava come ospite al programma ogni volta che si svolgevano tali competizioni. Un altro gioco, Los huevos de Ron Magill (intitolato a Magill stesso), prevedeva che membri del pubblico tentassero di imitare il verso di un animale; in caso di successo, il partecipante poteva introdurre la mano in un uovo per avere la possibilità di vincere fino a 1500 dollari statunitensi. Il nome di questo concorso veniva talvolta deriso da Don Francisco, che intenzionalmente utilizzava il termine più volgare della parola "huevos" (che è anche un termine slang spagnolo per "testicolo"), con evidente disappunto di Magill.

#### Il rapporto tra Don Francisco e Magill
È opportuno notare che Magill era frequentemente oggetto di critiche da parte di Don Francisco e, in alcune occasioni, anche di scherno da parte del pubblico a causa della sua limitata padronanza della lingua spagnola (malgrado lo spagnolo fosse stata la prima lingua di Magill durante l'infanzia). Tuttavia, Magill dichiarò di aver riappreso la lingua grazie al suo coinvolgimento in "Sábado Gigante". Nel corso di un'intervista, Magill affermò (scherzosamente) che, se fosse stato fluente in spagnolo, non gli sarebbe stato permesso di partecipare al programma. Un'altra gag ricorrente durante questi segmenti vedeva Don Francisco importunare costantemente Magill mentre questi teneva in braccio alcuni animali (specialmente quelli potenzialmente pericolosi per l'uomo), ponendogli in continuazione domande sull'animale in questione.
Queste gag sarebbero state in seguito riproposte nei successivi programmi di Don Francisco (Don Francisco Te Invita e Siempre Niños, entrambi trasmessi su Telemundo) dopo la cancellazione di Sábado Gigante, ogni volta che Magill vi partecipava come ospite.
Nel corso della programmazione dello spettacolo, sono state proposte competizioni a tema romantico, spesso con cadenza settimanale. Tra i concorsi proposti, si annoverano:
 'Solteras Sin Compromiso' : Una competizione che vedeva donne single contendersi un appuntamento con uno degli uomini single presenti nel segmento. Questo concorso fu prevalentemente proposto nella versione cilena del programma, durante i primi anni di trasmissione. Un concorso analogo, intitolato  'Solteros y Solteras' , fu introdotto nella versione di Univision e presentava uomini e donne single, adottando un format di competizione tra i sessi.
 'Todo Por El Amor' : una serie di competizioni rivolte a coppie sposate e non sposate. Le prove si svolgevano a turni e la coppia che totalizzava il punteggio più elevato al termine dei giochi vinceva un premio in denaro di 5000 dollari statunitensi. Una gag ricorrente in questi concorsi vedeva Don Francisco schiaffeggiare il marito o il fidanzato se questi non si comportava in modo appropriato durante l'interazione con la partner."

### I giochi di auto, a.k.a. "Final de Automóvil"
Nel corso della serie trasmessa su Univision, un avviso declamato da Don Francisco, Javier Romero o uno dei co-presentatori precedeva i giochi automobilistici, affermando: «Né "Sábado Gigante" né Univision richiedono denaro in cambio di premi. Se riceveste una telefonata in cui vi si chiede denaro in cambio di un premio [da qualcuno che dichiara di agire per conto di Univision o di "Sábado Gigante", vi preghiamo di contattare le autorità competenti». Un analogo avviso veniva mostrato sullo schermo al termine del programma. Una simile formula di esclusione di responsabilità era utilizzata anche per la versione cilena di Gigante, condotta dalla figlia di Don Francisco, Vivi. Per poter concorrere per l'automobile, i partecipanti dovevano avere almeno 18 anni. Si rese noto che i concorrenti vincitori avrebbero dovuto attendere 30 giorni per la consegna dell'automobile e che la vettura effettivamente consegnata poteva differire da quella mostrata durante il programma.
Tra le case automobilistiche che fornirono le vetture in palio nel programma statunitense figurarono: Ford Motor Company (dal 1986 al 1989, dal 1999 al 2014 e nel 2015 per l'episodio finale), Toyota (dal 1986 al 1987), General Motors (dal 1986 al 1987), Honda (dal 1990 al 1999), Daewoo (2000), Hyundai (dal 2005 al 2009) e Kia Motors (dal 2014 al 2015). In Cile, alcune delle case automobilistiche fornitrici inclusero Volkswagen, Lada, Renault-Samsung, Arica-Mini e Subaru. Durante i primi anni del programma negli Stati Uniti e in occasione dell'episodio finale, le vetture furono fornite dalla concessionaria Gus Machado Ford di Miami.
Sebbene le automobili messe in palio nel programma fossero solitamente compatte e/o di medie dimensioni (quest'ultime generalmente berline), anche vetture di maggiori dimensioni, come pick-up e SUV, furono talvolta utilizzate come premi.
Nella versione cilena, le automobili potevano essere uno dei premi ricorrenti in alcuni dei giochi."
Nel 2000 e dal 2005 al 2009, un ulteriore premio automobilistico (generalmente di una casa produttrice diversa) veniva offerto al termine della prima ora di trasmissione del programma.
Prima del rinnovamento del format nel 2008, i giochi proposti per l'assegnazione dell'automobile erano simili ai giochi a premi presentati in The Price Is Right, ma si basavano maggiormente sulla fortuna anziché sulla capacità del concorrente di indovinare il prezzo effettivo della vettura. Tra questi, figurava un gioco con una plancia dotata di pulsanti di tre colori (rosso, verde – originariamente giallo – o blu), in cui il concorrente selezionava due file (una per sé e una per Don Francisco) cercando di evitare un pulsante "guasto" (segnalato da un allarme) per vincere (questo gioco fu riproposto nel 2005 con l'aggiunta di un uomo, solitamente una controfigura, posto su una piattaforma elevatrice che cadeva qualora venisse premuto il pulsante guasto; contestualmente, la fila di pulsanti gialli fu sostituita da una verde). Una variante simile era proposta in Cile e, in alcune occasioni, nella versione di Univision, in cui Don Francisco utilizzava una pistola e il concorrente perdeva se l'arma faceva fuoco. Il concept si ispirava liberamente al gioco a premi "Ten Chances" di The Price is Right, pur non essendovi sostanziali analogie. Era inoltre l'unico gioco in cui anche il conduttore aveva un ruolo attivo di partecipazione.
Questo gioco presentava analogie con il gioco a premi "Any Number" di The Price is Right. In esso, i concorrenti potevano chiamare i numeri uno alla volta, rivelando i prezzi al dettaglio di quattro premi presenti su un tabellone, e vincevano il primo premio il cui prezzo veniva completamente svelato. Un tabellone conteneva spazi che rappresentavano cinque cifre per il prezzo di un'automobile, quattro cifre per il prezzo di un viaggio in una località mondiale (solitamente un paese di lingua spagnola), quattro cifre per una somma di denaro superiore a 1.000 dollari (simile a un salvadanaio) e tre cifre per il prezzo di un premio minore. La prima cifra del prezzo dell'automobile veniva rivelata all'inizio del gioco (una regola introdotta in seguito all'utilizzo nel gioco di automobili di valore superiore a 10.000 dollari)."
"Un altro gioco prevedeva la scelta tra (inizialmente) 10 chiavi per aprire un grande 'caveau' contenente l'auto, simile ai giochi 'Master Key' e 'Safe Crackers' di The Price Is Right's. Il 'caveau' cambiò colore da oro a blu nel 1995 e fu ridisegnato nel 2006 per assomigliare a quello di una banca, con chiavi più realistiche. Evoluzione del gioco: Numero di chiavi: Dal 1993 al 1995, il numero di chiavi che il concorrente poteva provare era determinato dal lancio di un dado gigante; dal 2006 al 2008 si usò l'estrazione da una boccia di vetro ("fishbowl"). Formato 1999: Temporaneamente, tutti i finalisti sceglievano una chiave ciascuno da un set ampliato a 16.
Formato 2006: Si tornò al formato con un singolo concorrente, ma con il nuovo design del caveau. Meccanismo (formato classico): Se la chiave scelta apriva il 'caveau', una sirena suonava e il concorrente vinceva l'auto. Altrimenti, suonava un cicalino (buzzer). In caso di errore, Don Francisco mostrava la chiave vincente (custodita in una busta) e talvolta la usava per aprire il 'caveau'. Non era raro che i concorrenti vincessero con la prima chiave provata. Popolarità e uso recente: Considerato il gioco per l'auto più popolare e il primo introdotto nello show, appare oggi occasionalmente in una variante: i finalisti scelgono una chiave e provano ad aprire direttamente la portiera dell'auto; chi ci riesce, vince. Offerta in denaro: Nel formato classico, quando il concorrente era alla sua ultima chiave, Don Francisco offriva fino a $2000 in cambio della chiave prima che venisse provata. Diversi concorrenti accettarono il denaro, rinunciando alla chance di vincere l'auto (anche quando poi si scoprì che la chiave ceduta era quella vincente). Finale 2015: Nell'ultima puntata, cinque membri del pubblico provarono una chiave ciascuno estratta da una boccia; il terzo aprì la serratura e vinse l'auto.
Simile al gioco a premi "3 Strikes" di "The Price Is Right", esiste un gioco in "Sábado Gigante" con un gameplay simile ma variato. In questo gioco, l'immagine di El Chacal de la Trompeta funge da "strike"; tuttavia, se un concorrente rivela il logo di "Sábado Gigante", uno strike viene rimosso e vengono assegnati $500 di bonus, che il concorrente conserva indipendentemente dall'esito finale del gioco. Ogni simbolo della ruota incrementa il premio del giocatore di $1.000; trovando tutte e quattro le ruote, il concorrente vince $4.000, un'automobile nuova e tutti i premi accumulati fino a quel momento. Una variante di questo gioco, utilizzata in episodi speciali o registrazioni esterne a Miami, prevede l'uso di persone che mostrano carte giganti raffiguranti El Chacal, la ruota e il logo di "Sábado Gigante". In queste puntate speciali partecipano spesso concorrenti di Nuestra Belleza Latina / [Miss Venezuela], personaggi dello show "Sábado Gigante", concorrenti di Miss Colita e altre personalità.
Dal 2008, il numero di pannelli utilizzati nel gioco è adattato al numero di concorrenti presenti in studio. Uno di questi pannelli nasconde la parola "Auto", mentre gli altri celano l'immagine di El Chacal (nelle versioni precedenti, i pannelli "strike" mostravano somme di denaro fino a $300 o la scritta "Muchas Gracias"). Il concorrente che scopre il pannello "Auto" accede al "gioco dell'auto", una fase bonus per vincere l'automobile.In aggiunta, è presente un altro gioco in cui ai concorrenti viene posta una domanda basata su un sondaggio e devono indovinare le cinque risposte più comuni relative a tale domanda, in modo analogo al format di "Family Feud".
I nuovi giochi di auto introdotti nel 2008, che sono essenzialmente versioni aggiornate e digitalizzate di vecchi giochi, hanno incluso:
- Esiste un puzzle automobilistico in cui i concorrenti devono trovare le parti di un'auto digitalizzata. Ogni pezzo trovato aggiunge $1.000 al punteggio del giocatore, mentre la figura di El Chacal comporta una penalità in denaro. Il primo "Chacal" trovato sottrae $1.000, il secondo ne sottrae $2.000 e un terzo "Chacal" comporta la perdita di tutti i guadagni accumulati in questo gioco. Se un concorrente riesce a trovare tutte e 7 le parti dell'auto digitalizzata senza incappare in "El Chacal" per tre volte, vince un'automobile nuova e la somma di denaro accumulata (fino a $7.000). Una versione precedente di questo gioco prevedeva che i concorrenti componessero la parola "Gigante", in modo simile al gioco a premi "Spelling Bee" di "The Price Is Right", e utilizzava le regole del "3 Strikes".
- Un altro gioco è una gara virtuale in cui i concorrenti scelgono un'auto di serie colorata (rossa, verde o blu) — che ricorda le auto di Formula 1 — e vincono se il colore selezionato si classifica al primo posto. Questo gioco ha avuto una versione precedente, tra il 2001 e il 2005, in cui erano presenti un'automobile, El Chacal e una nave da crociera; se la nave si classificava al primo posto, il concorrente vinceva una crociera in una località non specificata. Nelle versioni dal 2006 al 2008, la gara virtuale era di cavalli, mantenendo un formato simile a quello attuale. Questo gioco è stato proposto due volte durante l'episodio finale, con tre concorrenti che sceglievano ciascuno un'auto colorata diversa. La versione precedente era simile al gioco a premi "Rat Race" di "The Price Is Right".
- Infine, c'è un gioco simile alla roulette in cui i giocatori fanno girare una ruota virtuale e cercano di fermarla sullo spazio designato per cinque volte. La ruota virtuale è composta da 6 sezioni raffiguranti parti di un'automobile, tra cui un gallone di benzina, una targa, una portiera (che ricorda una portiera di Ford Fiesta), un volante, una chiave dell'automobile e uno pneumatico/ruota. Ogni parte d'auto aggiunge $1.000 al punteggio del giocatore e, se un concorrente riesce a fermare la ruota per 5 volte sullo spazio "auto" senza fermarsi per 3 volte sullo spazio "Chacal", vince un'automobile nuova e la somma accumulata. Le versioni precedenti della ruota presentavano la parola "Auto" e "Chacal", oltre a somme di denaro (tra $500 e $1.500). Inoltre, la versione del 1998-99 includeva un vero e proprio elemento scenografico centrale raffigurante un'automobile, con la ruota sul lato destro, disegni di automobili nella parte superiore centrale e immagini di El Chacal sulla sinistra. La versione dal 2000 al 2008 è stata ridimensionata a un singolo tabellone di gioco, eliminando l'elemento scenografico centrale. Questo gioco era simile al gioco "Go For a Spin" di "Let's Make a Deal"

- C'è stato un altro gioco in cui un concorrente prende una porta su o giù, e viene quindi mostrato un numero e ai partecipanti viene chiesto se il numero della porta successiva è più alto o più basso. Ogni risposta corretta aggiunge $ 1.000 al loro punteggio, e se il concorrente ottiene correttamente 5 su 7 senza fare 2 errori, il concorrente vince $ 5.000 e una macchina nuova di zecca. Questo è simile al Big Money round di Card Sharks . La versione 1996-99 è stata suonata in modo diverso, dove il concorrente deve raccogliere carte contenenti cinque immagini di una macchina sproporzionata (pari a 1 parte ciascuna), con la carta adiacente che è un disegno di un mostro (dal nome di El Chacal de la Trompeta nonostante non sembra il personaggio). Inoltre, se il concorrente pesca una carta con una medaglia d'oro di quella macchina sproporzionata, il giocatore vince automaticamente l'auto e il denaro accumulato. Questa versione divenne anche un gioco giocabile sul sito web dello show ed era considerata la partita più difficile dello show. La versione 2000-08 è simile al formato corrente (fatto in risposta alla difficoltà della prima versione) e fu giocata per la prima volta usando grandi carte da gioco (con Jack, Kings e Queens pari a 10, e Aces o 1 o 11; Se più file di carte contengono lo stesso numero e tutte le file sono esaurite prima di vincere l'auto, il concorrente vince qualsiasi somma accumulata). Anche il tabellone di gioco è stato revisionato con bordi in platino di ghiaccio, luci delle ruote, un ritaglio di cartone di un'auto e due sagome di El Chacal. Nel 2002, le "carte da gioco" sono state sostituite da grandi schede flash con il logo "Sábado Gigante" e un numero (1-12) su ciascun lato. Questo è stato l'unico gioco di auto nello show ad aver cambiato il suo gameplay.

## Segmenti irregolari

### La Cámara Viajera
La Cámara Viajera ("La Telecamera Viaggiatrice") è un segmento di diario di viaggio dello show, presentato occasionalmente, in cui Don Francisco visita un paese selezionato per illustrarne la cultura e le attrazioni principali. Questo segmento ha portato Don Francisco in oltre 185 paesi in tutto il mondo, molti dei quali visitati più di una volta. Il segmento era anche noto per la sponsorizzazione di lunga data con American Airlines durante la trasmissione su Univision. La sponsorizzazione era parte integrante del segmento, con promozioni di voli giornalieri da Miami (città in cui lo show veniva registrato) verso la destinazione presentata in quella settimana.

### Talent Competitions
Nel corso degli anni, lo show ha ospitato numerose competizioni di talenti (organizzate con cadenza variabile, da una volta all'anno a una volta ogni quattro anni). Tra queste competizioni si annoverano:
- Gigantes de Mañana / Estrellas del Futuro: Un concorso canoro per bambini e giovani adulti. In alcune edizioni, la competizione si è focalizzata su generi musicali specifici, come la Regional Mexican music e il Reggaeton.
- Idolos de la Canción: Una competizione in cui i partecipanti imitano vari cantanti famosi.
- Reyes del Chacal: Una competizione riservata ai vincitori passati del segmento "El Chacal de la Trompeta".
- Ritmo Dieta: Una competizione di Zumba e dimagrimento simile a Póngale Ritmo.
- Diva Latina / Viva la Diva: Un concorso canoro femminile riservato a giovani donne.

## Posizionamento del prodotto
Durante tutta la durata dello show, il product placement è stato una componente essenziale di "Sábado Gigante". Ogni volta che un prodotto specifico veniva pubblicizzato durante la trasmissione, Don Francisco, insieme al pubblico, intonava il jingle del prodotto. In alternativa, Don Francisco forniva una descrizione del prodotto stesso. Molti prodotti, come i cereali Cookie Crisp e Chex (quando erano prodotti da Ralston), si alternavano frequentemente su base settimanale o mensile. Tra gli altri prodotti pubblicizzati in "Sábado Gigante" si annoverano: AC Delco, Allstate, American Airlines (per il segmento di viaggio dello show "La Cámara Viajera"), AutoZone, Cap'n Crunch, Coca-Cola, Colgate, Dog Chow (alternato con la sua variante Puppy Chow), Domino's Pizza, Downy, Ferrero Rocher, M&M's (alternati con i marchi consociati Snickers, Skittles e Starburst), Mazola, McDonald's, Miller (per i segmenti musicali), Oreo (alternati con i marchi consociati Chips Ahoy!, Ritz, Nilla e Premium Saltines), Pampers, Payless ShoeSource, Pedigree, Pepto-Bismol, Polaroid (per i giochi automobilistici), Farina d'avena istantanea Quaker (più frequentemente per il segmento "El Chacal de La Trompeta", alternata con Aunt Jemima), deodorante Secret, Sprint e State Farm Insurance.

## L'arresto di Adonis Losada
Nel settembre 2009, l'attore comico Adonis Losada, interprete del personaggio di Doña Concha nello show, fu arrestato e successivamente incriminato per 30 capi d'accusa a causa del possesso di materiale pedopornografico. L'arresto avvenne in seguito a un'indagine condotta da detective di Boynton Beach (Florida), i quali avevano rintracciato un'immagine caricata dall'attore su un sito di social network. Durante la perquisizione della sua abitazione, la polizia rinvenne 18 immagini pedoporn ografiche su un disco rigido. In seguito all'arresto, il personaggio di Doña Concha fu rimosso da "Sábado Gigante". Il 7 luglio 2016, Losada fu dichiarato colpevole e condannato a 153 anni di reclusione.